# Malkapur (Kolhapur)
Malkapur es una ciudad y  municipio situada en el distrito de Kolhapur en el estado de Maharashtra (India). Su población es de 5339 habitantes (2011). 

## Demografía
Según el censo de 2011 la población de Malkapur era de 5339 habitantes, de los cuales 2699 eran hombres y 2640 eran mujeres. Malkapur tiene una tasa media de alfabetización del 89,81%, superior a la media estatal del 82,34%: la alfabetización masculina es del 94,24%, y la alfabetización femenina del 85,40%.